# Kokorycz żółtawa
Kokorycz żółtawa (Corydalis capnoides (L.) Pers.) – gatunek rośliny należący do rodziny makowatych.

## Rozmieszczenie geograficzne
Występuje w Eurazji. W Polsce rośnie tylko na kilkunastu stanowiskach w Pieninach i jednym w Beskidzie Sądeckim. W Pieninach stwierdzono występowanie na następujących stanowiskach: Skalice Nowotarskie (Zaskale, Stankowa Skała i Cisowa Skała), Biała Skała, Macelowa Góra, Nowa Góra, Pod Ociemne, przy szlaku turystycznym z Krościenka na Trzy Korony, polana Pieniny, Zamkowa Góra, Masyw Trzech Koron, Facimiech, grzbiet Ligarek, Łysina, podnóża Ślimakowej Skały, Sokolica, Kazalnica, Kacza Skała i Sromowce Wyżne.

## Morfologia
ŁodygaTęga, naga, rozgałęziona, do 40 cm wysokości.
LiścieNa ogonkach, sinozielone, 1–2 razy trójdzielne. Łatki jajowatopodługowate.
KwiatyŻółtobiałe, grzbieciste, długości 11–16 mm, zebrane w 5-8-kwiatowe grona. Dolne przysadki podobne do liści. Ostroga długości 5–7 mm.
OwocTorebka długości 15–30 mm, kilka razy dłuższa od szypułki.

## Biologia i ekologia
Roślina jednoroczna. Rośnie na wapiennych skałkach w lasach liściastych. Kwitnie od czerwca do sierpnia. Liczba chromosomów 2n=16.

## Zagrożenia i ochrona
Gatunek umieszczony w Polskiej Czerwonej Księdze Roślin w kategorii EN (zagrożony). Tę samą kategorię posiada na polskiej czerwonej liście.